# Melwood (Maryland)
Pour l’article homonyme, voir Melwood.
Melwood est une census-designated place située dans le comté du Prince George, dans l’État du Maryland, aux États-Unis. Lors du recensement de 2020, elle comptait 3 977 habitants.